# 2002

## أحداث
- 29 مارس - بدء حصار ياسر عرفات والذي استمر إلى 2004.
- حصار كنيسة المهد في الفترة ما بين 2 أبريل و10 مايو.
- 28 فبراير - وقوع مجزرة مجتمع جلبيرج في أحمد آباد نتيجة إحراق الهندوس لمنازل المسلمين.
- 30 يونيو - فوز منتخب البرازيل ببطولة كأس العالم لكرة القدم المقامة في كوريا واليابان على منتخب ألمانيا.
- 28 يوليو - إطلاق القمر الصناعي أتلانتك بيرد 1.
- 10 أغسطس - تركمانستان تصدر قانون تغيير أسماء الأشهر و أيام الأسبوع.
- 10 سبتمبر - انضمام سويسرا -المعروفة بحياديتها- إلى الأمم المتحدة.
- سبتمبر - حادث قتل سمك نهر كلاماث عام 2002.
- اكتشاف الكويكب 222843
- 20 أكتوبر - أُعلنَ أنه من المقرر استلام حكومة الكويت لأرشيفها الوطني من حكومة العراق التي صادرتْ الأرشيف خلال احتلالها للكويت سنة 1990.[1]

## موسيقى
- كونفيسا (أغنية) للمغني والملحن الإيطالي الشهير أدريانو تشيلنتانو

## مواليد

### يناير
- 22 يناير - إليانا، مغنية وكاتبة أغاني فلسطينية-تشيلية.

### أبريل
- 19 أبريل - لورين غراي، مغنية وكاتبة أغاني أمريكية وشخصية على وسائل التواصل الاجتماعي

### مايو
- 15 مايو - حلا الترك

### نوفمبر
- 10 نوفمبر - إدواردو كامافينجا، لاعب كرة قدم فرنسي

## وفيات

### يناير
- 3 يناير:  محمد العلي، ممثل سعودي.
- 3 يناير:  أمينة نور الدين، ممثلة مصرية.
- 6 يناير:  سانيا دارماساكتي، رئيس وزراء تايلاند.
- 8 يناير:  ألكسندر بروخروف، الم فيزيائي روسي حاز جائزة نوبل للفيزياء عام 1964.
- 9 يناير:  بيل ماك كوتشون، ممثل أمريكي.
- 10 يناير:  عصمت الحبروك، شاعر وكاتب مصري.
- 10 يناير:  جون بوسيما، فنان قصص مصورة أمريكي.
- 13 يناير:  تيد ديم، ممثل ومخرج أمريكي.
- 16 يناير:  رون تايلور، ممثل ومغني أمريكي.
- 17 يناير:  كاميلو خوسيه ثيلا، أديب وشاعر إسباني.
- 19 يناير:  يحيى العلمي، مخرج مصري.
- 19 يناير:  عدلي خليل، مخرج مصري.
- 19 يناير:  مارتي ميتونين، رئيس وزراء فنلندا.
- 19 يناير:  فافا، لاعب كرة قدم برازيلي.
- 21 يناير:  بيغي لي، مغنية أميركية.
- 22 يناير:  رشدي المهدي، ممثل مصري.
- 23 يناير:  بيير بورديو، عالم اجتماع فرنسي.
- 23 يناير:  روبرت نوزيك، فيلسوف أمريكي.
- 28 يناير:  أستريد ليندغرين، مؤلفة وكاتبة سيناريو سويدية.
- 29 يناير:  ستراتفورد جونز، ممثل بريطاني.
- 30 يناير:  إنج مورات، مصورة نمساوية أمريكية.

### فبراير
- 1 فبراير:  هيلديجارد كنف، ممثلة وكاتِبة ألمانية.
- 4 فبراير:  أغاثا بربارا، رئيسة جمهورية مالطا.
- 4 فبراير:  جورج نادر، ممثل وروائي أمريكي.
- 6 فبراير:  ماكس بيروتس، كيميائي بريطاني نمساوي حصل سنة 1962 على جائزة نوبل في الكيمياء.
- 8 فبراير:  أونج تنغ تشيونغ، رئيس سنغافورة.
- 8 فبراير:  زيزينيو، لاعب كرة قدم برازيلي.
- 9 فبراير:  الأميرة مارجريت، الأخت الصغرى للملكة إليزابيث الثانية.
- 10 فبراير:  تراودل يونغه، أصغر سكرتيرات هتلر.
- 11 فبراير:  باري فوستر، ممثل بريطاني.
- 15 فبراير:  كيفن سميث، ممثل نيوزلندي.
- 17 فبراير:  طيبة الفرج، ممثلة كويتية.
- 18 فبراير:  جاك لامبرت، ممثل أمريكي.
- 21 فبراير:  جون ثو، ممثل إنجليزي.
- 22 فبراير:  جوناس سافيمبي، سياسي أنغولي زعيم ومؤسس حركة يونيتا المضادة للشيوعية.
- 23 فبراير:  أحمد ياشفين، مخرج وسيناريست مغربي.
- 26 فبراير:  لورانس تيرني، ممثل أمريكي.
- 27 فبراير:  سبايك ميليغان، كوميدي، وكاتب وشاعر، من أسرة إنجليزية وأيرلندية.

### مارس
- 3 مارس - حكم أبو عيشة ظابط في جهاز الأمن الوقائي فلسطيني
- 20 مارس - ثامر السويلم (خطاب) قائد المجاهدين في الشيشان.
- 26 مارس - إلين أندرسون، إحاثية أمريكية.
- 30 مارس - إليزابيث باوز ليون ام الملكة اليزابيث وزوجة جيمس السادس

### مايو
- 4 مايو - لطفي عبد الحميد ممثل مصري
- 6 مايو - صالح سليم ممثل مصري والرئيس الأسبق لالنادي الأهلي المصري
- 8 مايو - أحمد مظهر ممثل مصري
- 18 مايو -ديفي بوي سميث, مصارع بريطاني
- 22 مايو - عبد العزيز النمش ممثل كويتي
- 29 مايو - عليه الجباس ممثلة مصرية

### يونيو
- 5 يونيو - رضوان الكاشف مخرج ومؤلف سينمائي مصري
- 11 يونيو - عبد الغنى ناصر ممثل مصري
- 12 يونيو - ناصر المزيعل - إماماً وخطيباً ومعلماً كويتي.
- 15 يونيو - أحمد حجازي ممثل مصري
- 27 يونيو - محرم فؤاد مطرب شعبي وممثل مصري وسيد حاتم ممثل مصري.

### يوليو
- 22 يوليو - أحمد بن سلمان بن عبد العزيز آل سعود أمير سعودي.
- 25 يوليو - عبد الرحمن بدوي، فيلسوف مصري ومؤرخ للفلسفة.
- 30 يوليو - عاطف سالم مخرج سينمائي سوداني

### أغسطس
- 16 أغسطس - المناضل الفلسطيني صبري البنا المعروف بأبو نضال.

### أكتوبر
- 29 أكتوبر - غلين مكوين، رسام رسوم متحركة أمريكي (ولد 1960).

### ديسمبر
- 22 ديسمبر:  سناء جميل، ممثلة مصرية.
- 27 ديسمبر:  يوسف فخر الدين، ممثل مصري.

## جوائز عالمية

### جائزة نوبل
- في الفيزياء – الياباني ماساتوشي كوشيبا والأمريكيان ريموند ديفيس وريكاردو جياكوني.
- في الكيمياء – الأمريكي جون فين والياباني كويتشي تاناكا والسويسري كورت فوتريخ.
- في الطب – الأمريكي روبرت هورفيتز والبريطانيان سيدني برانر وجون سالستون.
- في الأدب – المجري ايمري كيرتيس.
- في السلام – الأمريكي جيمي كارتر.
- في الاقتصاد – الأمريكيان دانييل كاهنمان وفيرنون سميث.

### جائزة الملك فيصل العالمية
- في خدمة الإسلام – الإماراتي سلطان بن محمد القاسمي.
- في الدراسات الإسلامية – لم تمنح.
- في اللغة العربية والأدب – السوري حسام الخطيب والأردني حسني محمود حسين.
- في الطب – مناصفة بين الدانماركي فن واجستين[الألمانية] والأمريكي يوجين برونولد.
- في العلوم – مناصفة بين الروسي يوري مانين والأمريكي بيتر شور.